# Хук (музыка)
Хук (англ. hook — крючок, цеплялка) — часть песни или композиции, которая каким-либо образом выделяется и особенно нравится слушателю, «цепляет» его. Данный термин чаще всего применяют по отношению к поп-, рэп-, рок- и танцевальной музыке. Чаще всего в данных жанрах хук обнаруживается в припеве.
В основном хук бывает либо мелодический, либо ритмический, и часто он взаимодействует с мотивом песни, создавая определённый настрой. Мелодический хук можно охарактеризовать своего рода «скачками» в тональности; при этом сложно сказать, благодаря чему конкретно песня становится запоминающейся. Ритмический хук запоминается благодаря синкопированию и другим техникам, но существуют примеры хука, в которых ритм-секция достаточно прямолинейна.